# Shichikunishi-dōri
Pour les articles homonymes, voir Shichiku (homonymie).
Le Shichikunishi-dōri (紫竹西通, Shichikunishi-dōri) est une voie du nord de Kyoto, dans l'arrondissement de Kita. Orientée nord-sud, elle commence dans le quartier de Nishigamosumiyashiro-chō, dans le secteur Nishigamo (ja) et termine au Kitayama-dōri. 
La rue est apparentée au groupe de rues Shichiku (紫竹通, Shichiku-dōri), dans le même secteur, mais d'orientation est-ouest.

## Description

### Situation

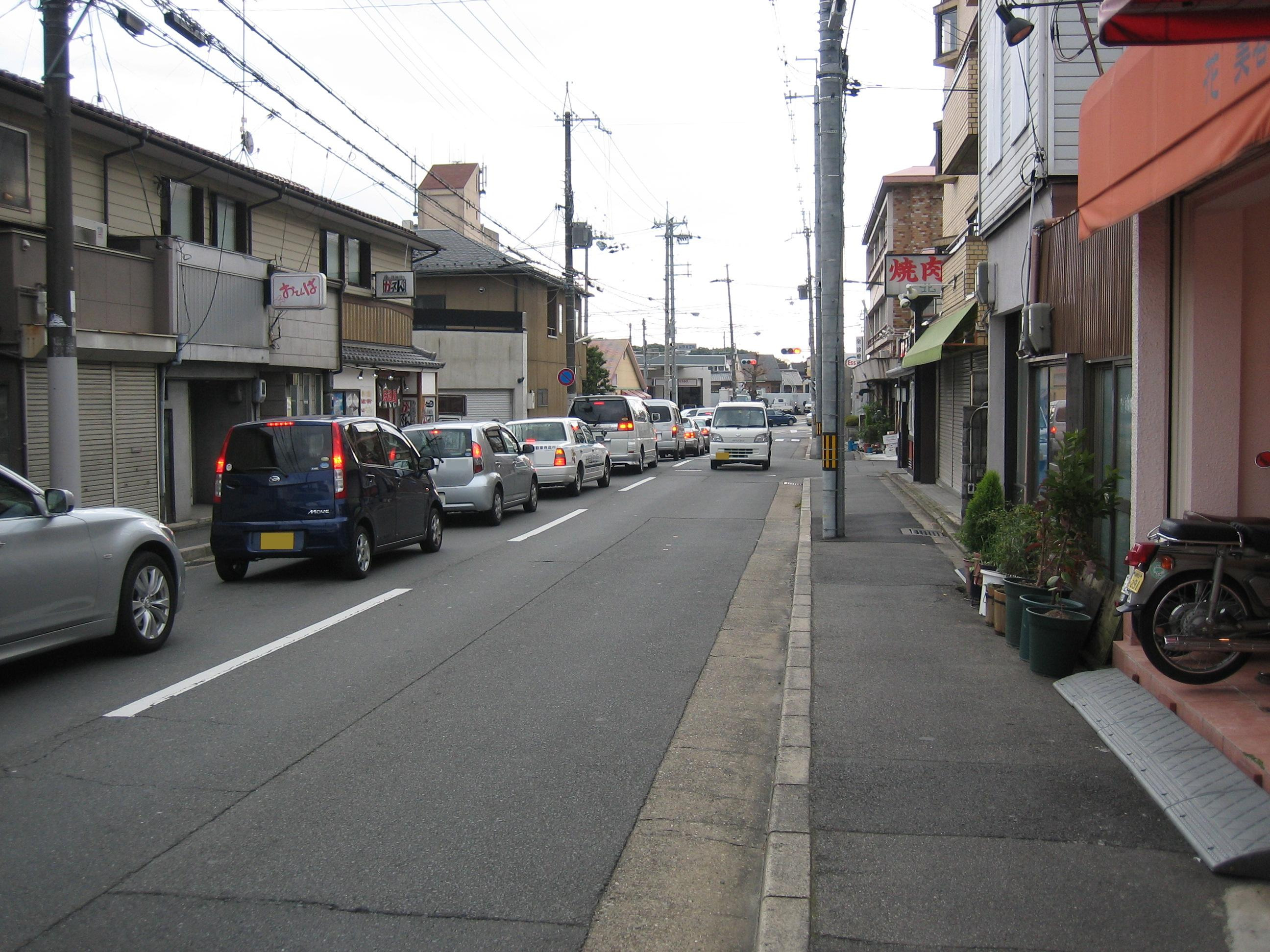
Shichikunishi-dōri vue vers le nord à partir de Kitayama-dōri.

Le Shichikunishi-dōri est une rue de l'ouest de l'arrondissement de Kita. Il commence dans le quartier de Nishigamosumiyashiro-chō (西賀茂角社町) et termine dans celui de Shichikunishinoyamahigashi-chō (紫竹西野山東町). Son début se fait au nord de la ville, même si la chaussée peut continuer au nord-ouest jusqu'au Shōden-ji (ja) (正伝寺) ou au nord-est jusqu'à Kamo-kaidō. Selon certaines sources, elle terminerait cependant à Misonobashi-dōri (御薗橋通). Elle termine au sud à Kitayama-dōri (北山通), à l'endroit où Kitayama-dōri bifurque vers le sud-ouest. Elle suit le Funaokahigashi-dōri (船岡東通) à l'est.
La circulation se fait dans les deux sens, et on y trouve des feux de circulation. La rue fait environ 1 100 mètres de long.

### Voies rencontrées
La liste des voies rencontrées, du nord au sud, en sens unique,. Les voies rencontrées de la droite sont mentionnées par (d), tandis que celles rencontrées de la gauche, par (g). Seules les rues ayant un nom sont listées.
1. (g) Misonobashi-dōri (御薗橋通)[2]
2. Takedonokami-dōri (竹殿上通)[2]
3. (g) Takedono-dōri (竹殿通)[2]
4. (g) Gen'ikita-dōri (玄以北通)[2]
5. (g) Gen'i-dōri (玄以通)[2]
6. (g) Gen'iminami-dōri (玄以南通)[2]
7. (d) Gentaku-michi (玄琢道)
8. (g) Daimonkita-dōri (大門北通)[2]
9. (g) Daimon-dōri (大門通)[2]
10. (g) Daimonminami-dōri (大門南通)[2]
11. (g) Kitayamakita-dōri (北山北通)[2]
12. (g) Kitayamakitanaka-dōri (北山北中通)
13. Kitayama-dōri (北山通)

### Transports en commun

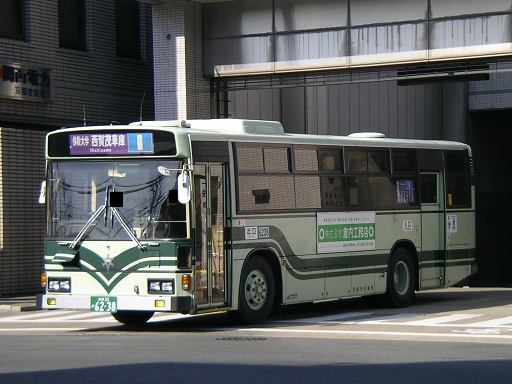
Autobus de la ligne 1 en direction de Nishigamo.

Les bus du réseau d'autobus de Kyoto (ja) passent sur la rue. Les arrêts sont Yamanomae-chō (山ノ前町, ligne 1), au carrefour avec Misonobashi, Gentaku-shita (玄琢下, lignes 1, 6, Nord1), au carrefour avec Gentaku, et Murasakino Sendō-chō (紫野泉堂町, lignes 1, 6, Nord1, Nord8), au carrefour avec Kitayama,. 
L'arrêt le plus proche de la limite nord de la rue est Ōmiya Sōmonguchi-chō (大宮総門口町, lignes 1, 9, 37, Spécial 37), sur Funaokahigashi-dōri. 

## Odonymie
La rue porte le nom du secteur « Shichiku » (紫竹) de Kyoto, qu'elle traverse, tandis que « nishi » signifie « ouest », car la rue marque la limite ouest du secteur. « Shichiku » signifie « bambou (竹) pourpre (紫) » et serait une référence aux forêts de bambous de pourpre foncé au nord des champs de Murasakino (紫野), qui faisait partie des terrains de chasse de la famille impériale, interdits au public. « Shichiku » pourrait aussi être une fusion de « champs de bambous » (竹野) et « Murasakino » (紫野).

## Histoire
Une voie existant déjà dans la région dès 1892 et menait de l'Odoi (ja) (御土居), les remparts de terre construits par Toyotomi Hideyoshi au XVIe siècle pour protéger la ville, près de l'actuelle Gen'i-dōri, jusqu'à l'ancien village de Nishigamo (西賀茂村) au nord. Cependant, Shichikunishi-dōri elle-même est cependant créée après 1960 dans le cadre d'une réorganisation urbaine, tout comme Funaokahigashi-dōri et Kitayama-dōri.

## Patrimoine et lieux d'intérêt

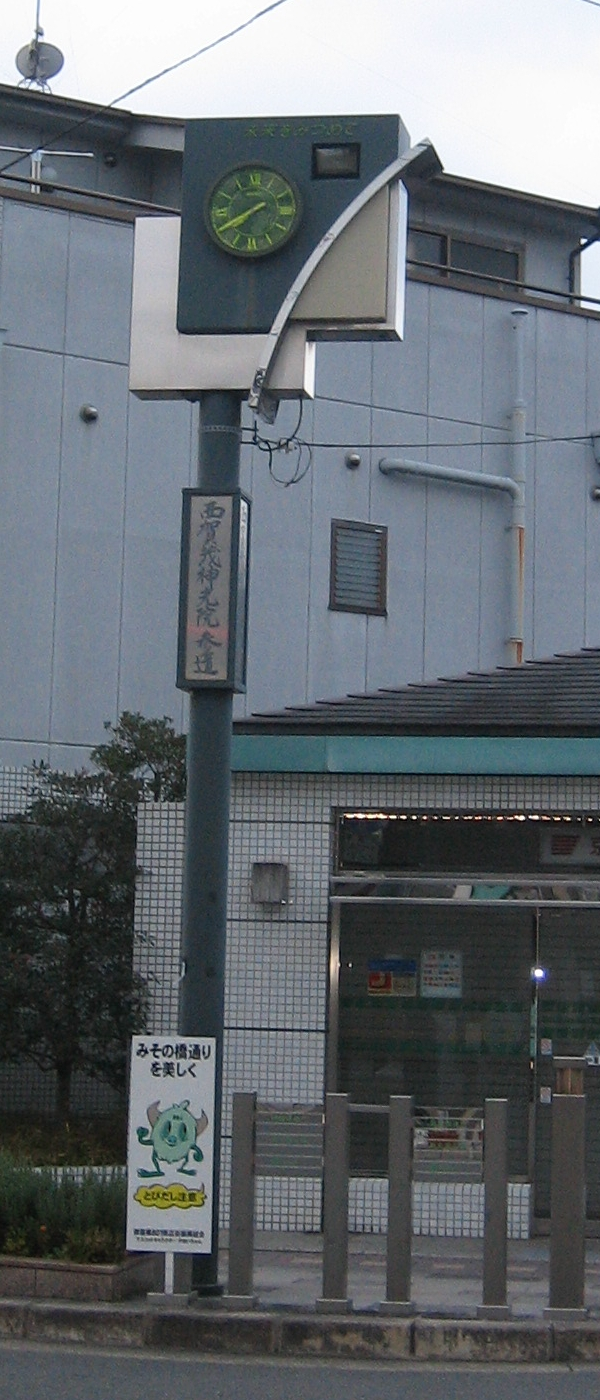
Horloge de la rue commerçante Misonobashi 801.

Au nord de la rue, à son début, se trouve le temple bouddhiste Saihō-ji (西方寺), puis avant Misonobashi-dōri le temple Ichiyō-in (一様院), fondé entre 1711 et 1716.
Au carrefour avec Misonobashi-dōri se trouve la rue commerçante « Misonobashi 801 » (御薗橋801商店街), rue commerçante la plus au nord de la ville, connue pour sa mascotte 801-chan (ja) (801ちゃん).
Près de Gentaku-michi, plusieurs supermarchés sont situés sur la rue. Juste au sud de Gentaku se trouve du côté ouest le petit temple bouddhiste Shōzen-ji (招善寺), où se trouve un petit jardin japonais bien aménagé.